# LET’S CEE Film Festival

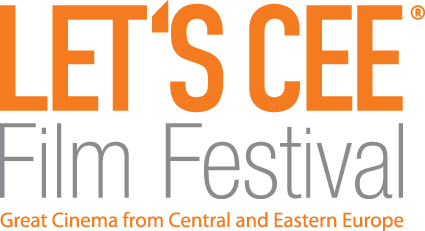
Logo des LET’S CEE Film Festivals

Das internationale LET’S CEE Film Festival ist ein seit 2012 einmal pro Jahr in Wien, Österreich stattfindendes Filmfestival, das herausragende Produktionen aus Zentral- und Osteuropa (CEE), der Kaukasus-Region und der Türkei in Originalfassung mit englischen und deutschen Untertiteln zeigt. Auf dem Programm stehen eine Auswahl der besten aktuellen Spiel- und Dokumentarfilme sowie vielversprechende Kurzfilme, die im Rahmen von Wettbewerben präsentiert werden. Dazu kommen diverse Filmreihen, die schwerpunktmäßig von legendären Kinoklassikern über einschlägige Retrospektiven und Hommagen bis hin zu ausgezeichneten Kinderfilmen reichen.

## Überblick
Das LET’S CEE Film Festival findet seit seiner Gründung (2012) einmal jährlich in Wien, Österreich statt. Die Stadt Wien gilt als eine historische, geografische, ökonomische und kulturelle Schnittstelle zwischen Ost- und Westeuropa und ist daher Standort für eine Veranstaltung, die das Filmschaffen des CEE-Raums in den Mittelpunkt stellt.
Im Rahmen von insgesamt vier offiziellen Wettbewerben wird eine aktuelle Auswahl an Spielfilmen, Dokumentarfilmen, Kurzfilmen und Debütfilmen gezeigt. Der Spielfilmwettbewerb wird vom polnischen Filmexperten Michał Oleszczyk kuratiert, der für Dokumentarfilme von der in Kroatien geborenen Filmemacherin und Dozentin Rada Šešić. Die iranisch-österreichischen Regisseure Arash T. Riahi und Arman T. Riahi verantworten den Kurzfilmwettbewerb, die Festivaldirektoren Magdalena Żelasko und Wolfgang P. Schwelle selbst den Bereich der Debütfilme.
Zahlreiche weitere Kategorien umfassen u. a. Klassiker, Retrospektiven und Hommagen sowie Kinder- und Jugendfilme. Das Programm wird durch zusätzliche Veranstaltungen wie Master Classes, Diskussionen, Lesungen, Ausstellungen und Get Togethers, Konzerte und Partys ergänzt.
Die seit 2017 stattfindende Talent Academy bietet jungen Filmschaffenden aus Zentral- und Osteuropa sowie aus Österreich die Möglichkeit zum Austausch und zur Vernetzung. Bereits profilierte Branchenexperten geben dabei ihr Wissen an die Talente weiter und beaufsichtigen die im Rahmen der Academy produzierten Kurzfilme, die ebenfalls von einer Jury beurteilt werden. Ergänzend dazu werden bei den ebenfalls von LET‘S CEE organisierten Industry Days zahlreiche praxisbezogene Themen wie Finanzierung, Produktion oder Distribution mit Vorträgen nationaler und internationaler Gäste sowie in Podiumsdiskussionen behandelt.
Weiterhin veranstaltet das LET’S CEE Film Festival über das Jahr verteilt eine Reihe weiterer Events, bei denen ebenfalls Filmschaffende aus Zentral- und Osteuropa und ihre Filme im Mittelpunkt stehen.

## Ziele und Wertekanon
Das LET‘S CEE Film Festival verfolgt vier zentrale Ziele. Erstes Ziel ist die Förderung der internationalen Akzeptanz sowie die Verbreitung des mittel- und osteuropäischen Films. Darüber hinaus versteht sich das Festival auch als Forum, das durch seine vielfältigen Aktivitäten länderübergreifende Kooperationen im Filmbereich initiieren und unterstützen möchte. Die Förderung von vielversprechenden Talenten aus Zentral- und Osteuropa und aus Österreich zählt schließlich ebenso zu den Hauptanliegen wie das Bestreben, mit dem Festival einen ausgesprochen positiven und einzigartigen Beitrag zu einem interkulturellen Dialog auf inner- und zwischenstaatlicher Ebene zu leisten. Das LET’S CEE Film Festival steht für einen eindeutigen Wertekanon. Zu den wichtigsten Eckpfeilern der Festival-Philosophie zählt demnach ein klares Bekenntnis zu einer offenen, pluralistischen, vorurteilsfreien, demokratischen und auf dem Prinzip der Rechtsstaatlichkeit aufbauenden Gesellschaft, zu einer gemeinsamen europäischen Identität, zur Achtung von Werten wie Toleranz, Solidarität, Chancengleichheit und Gerechtigkeit sowie zur vorbehaltlosen Wahrung der Menschenwürde und der Menschenrechte.

## Geschichte und Gäste

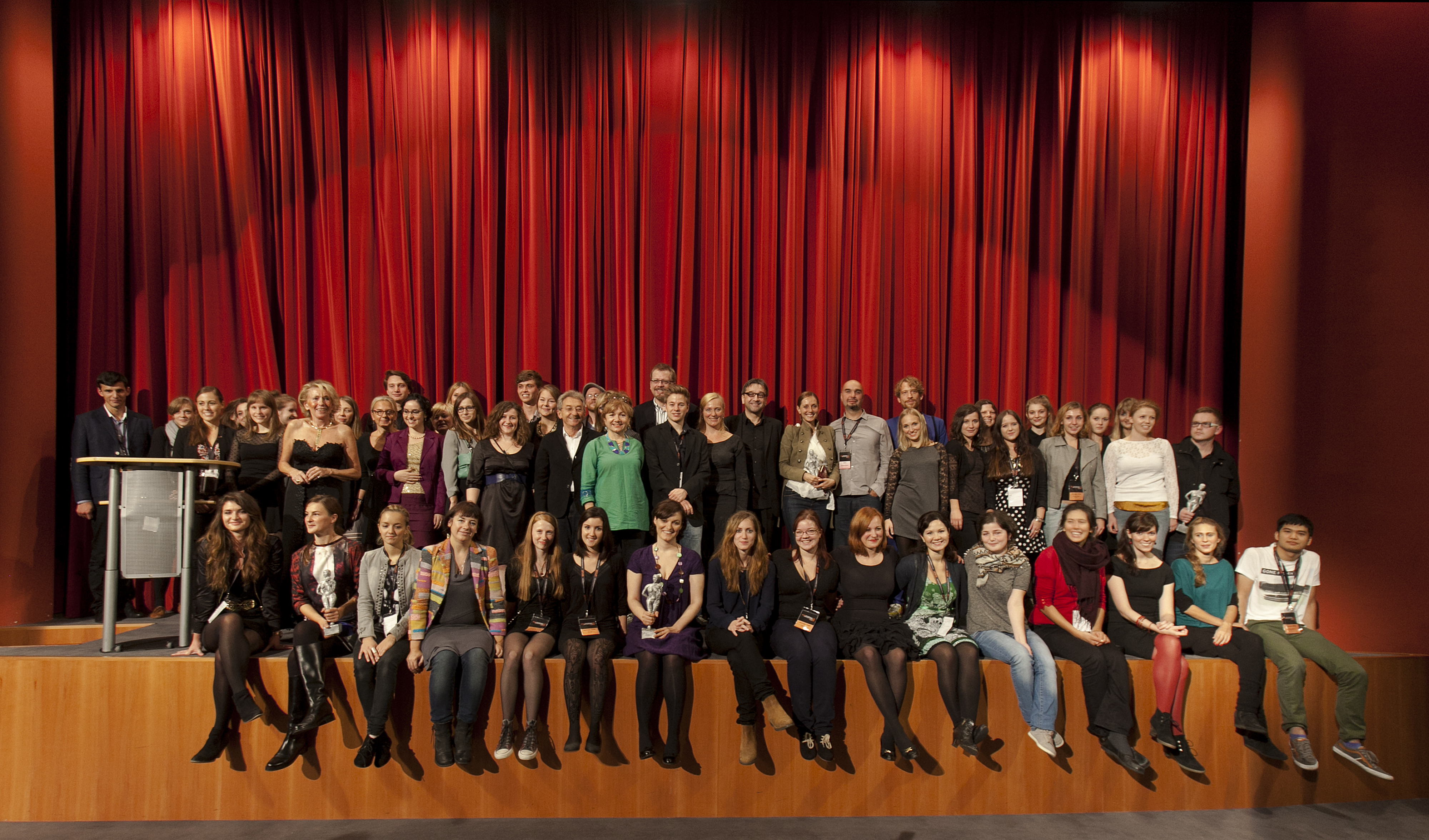
Team und Gäste des LET’S CEE Film Festivals bei der Preisverleihung im Urania Kino in 2013

### 1. Festival 2012
Das von Magdalena Żelasko und Wolfgang P. Schwelle gegründete Festival fand erstmals vom 28. Mai bis zum 3. Juni 2012 in Wien statt. Gestartet wurde mit je einem Wettbewerb für Spiel- und Dokumentarfilme. Als Kinopartner konnte das Unternehmen Cineplexx gewonnen werden. Gezeigt wurden 32 Produktionen, und eröffnet wurde mit dem Oscar-nominierten Film In Darkness von Agnieszka Holland (in Anwesenheit der Regisseurin). Insgesamt reisten 32 internationale Gäste an, darunter die rumänische Schauspielerin Anamaria Marinca, der bosnische Musiker Saša Lošić, die Direktorin des russischen Kinotavr Film Festivals Sitora Alieva und der tschechische Oscarpreisträger Jan Svěrák. Die Zahl der Besucher betrug 5.200.

### 2. Festival 2013
2013 fand das LET’S CEE Film Festival vom 13. bis zum 21. September statt. Der Kurzfilmwettbewerb wurde ins Programm aufgenommen. Prominente Gäste waren der russische Regisseur Alexander Nikolajewitsch Sokurow, der österreichische Schauspieler Karl Markovics, sowie drei Oscarpreisträger: der Regisseur István Szabó aus Ungarn, der Set-Designer Allan Starski aus Polen und der Regisseur Stefan Ruzowitzky aus Österreich.

### 3. Festival 2014
Das 3. LET’S CEE Film Festival fand vom 2. bis 11. Oktober 2014 statt. Offiziell zu Gast waren u. a. der kroatische Produzent und Oscarpreisträger Branko Lustig, der ungarische Regisseur und Oscarpreisträger István Szabó, die Filmemacher Milčo Mančevski aus Mazedonien und Cristi Puiu aus Rumänien sowie die Schauspieler Scot Williams (Großbritannien), Ana Ularu (Rumänien) sowie Jowita Budnik (Polen).

### 4. Festival 2015
2015 fand das Film Festival zwischen dem 1. und 11. Oktober statt. Erstmals stand auch ein Promising-Debuts-Wettbewerb auf dem Programm. Mit 118 Filmen und 15.200 Besuchern verzeichnete man erneut Rekorde. Allein aus dem Ausland reisten 138 offizielle Filmgäste an, darunter der Regisseur Želimir Žilnik aus Serbien, der israelisch-deutsche Buchautor und Holocaust-Überlebende Sally Perel, der russische Filmemacher Yury Bykov, die rumänische Produzentin Ada Solomon sowie der in Kanada geborene Produzent und Raindance Film Festival-Gründer Elliot Grove.

### 2016
2016 entschloss sich die Festivalleitung, den Termin vom Herbst wieder ins Frühjahr zu verlegen. In diesem Jahr fand daher auch kein Festival statt. Allerdings gab es wieder eine Reihe von anderen Aktivitäten, darunter eine große Retrospektive mit Filmen von Krzysztof Kieślowski im Urania Kino (in Anwesenheit des Drehbuchautors Krzysztof Piesiewicz und des Drehbuchautors Stanisław Zawiśliński).

### 5. Festival 2017
Die 5. Ausgabe des LET’S CEE Film Festivals fand zwischen dem 21. und 27. März 2017 statt. Mit 183 Screenings und über 16.100 Besuchern konnten neue Rekorde erzielt werden. Mehr als 200 Gäste kamen aus dem Ausland, darunter der ungarische Regisseur Béla Tarr, der mit dem Lifetime Achievement Award ausgezeichnet wurde, der bosnische Regisseur und Oscar-Preisträger Danis Tanović, der serbische Schauspieler Lazar Ristovski oder die kroatische Schauspielerin Ksenija Marinković, der das Festival einen Schwerpunkt mit drei Filmen widmete. Zum ersten Mal fand die LET’S CEE Talent Academy statt, an der 26 junge Filmschaffende aus Österreich und aus der CEE-Region teilnahmen. Zudem fanden zweitägige Industry Days statt.

### 6. Festival 2018
Die 6. Ausgabe des LET’S CEE Film Festivals fand vom 13. bis zum 22. April 2018 statt. Mit über 17.300 Besuchern und 400 Screenings (inkl. des VR-Kinos) konnte sich das Festival auch in diesem Jahr eines weiteren Wachstums erfreuen. Unter den rund 150 internationalen Gästen fanden sich neben zahlreichen bekannten Schauspielerinnen und Schauspielern (u. a. Saba Mubarak aus Jordanien, Dorka Gryllus aus Ungarn, Sebastian Cavazza aus Slowenien, Leon Lučev aus Kroatien, Milan Marić aus Serbien, Karel Roden aus der Tschechischen Republik), auch zahlreiche andere Branchengrößen, darunter die ungarische Regisseurin Márta Mészáros (die sich den Lifetime Achievement Award der 6. Ausgabe mit der ukrainischen Regisseurin Kira Muratowa teilen durfte), der slowenische Regisseur Janez Burger, der bulgarische Regisseur Stephan Komandarev sowie der Filmfinanzierer und Direktor von Natixis Coficiné SA Christophe Vidal, der mit seinem Vortrag die LET’S CEE Industry Days eröffnete. Ein weiteres Highlight war der Besuch des bulgarischen Hollywood-Produzenten Yariv Lerner, der zum ersten Mal den von ihm gesponserten Danny Lerner Award als Hauptpreis für den besten Spielfilm verliehen hat. Bei dieser Auszeichnung handelt es sich mit € 5.000 Preisgeld sowie mit € 50.000 in Dienstleistungen der bulgarischen Nu Boyana Film Studios um den höchstdotierten Filmfestivalpreis Österreichs.

### 2019
Die Organisatoren von LET’S CEE sagten im Jänner 2019 die für Mai geplante siebente Ausgabe des LET’S CEE Film Festivals aufgrund der diskriminierenden Fördervergabe durch die Stadt Wien und das Bundeskanzleramt ab. Kritisiert wurde insbesondere die Zusammensetzung der Beiräte, die Nichtbeachtung von Förderkriterien, die Intransparenz und mangelnde Nachvollziehbarkeit von Förderentscheidungen sowie der Fristenlauf bei der Fördervergabe. Die Zukunft des Festivals bleibt unsicher.

## Preise
Jeweils gekoppelt an einen Geldpreis wird den von internationalen Jurys bestimmten Gewinnern der Wettbewerbe eine Urania übergeben, eine vom österreichischen Künstler Tone Fink gestaltete Statuette. Der kristallene Stern der Urania wird seit 2012 als Lifetime Achievement Award jeweils an eine herausragende Persönlichkeit aus der Filmbranche verliehen. 2015 wurde zum ersten Mal ein Publikumspreis und ein Preis für die beste schauspielerische Leistung in einem der Wettbewerbsfilme vergeben.

## Gewinner

### 2012
- Stern der Urania/Lifetime Achievement Award: Turhan Bey (Österreich/USA)[16]
- Spielfilm: Zenne – Dancer (Regie: Caner Alper, Mehmet Binay, Türkei 2012)
- Dokumentarfilm: Argentinian Lesson (Regie: Wojciech Staroń, Polen 2011)

### 2013
- Stern der Urania/Lifetime Achievement Award: Branko Lustig (Kroatien/USA)[17]
- Spielfilm: Domestic (Regie: Adrian Sitaru, Rumänien 2012)
- Dokumentarfilm: The Last Black Sea Pirates (Regie: Svetoslav Stoyanov, Bulgarien 2013)
- Kurzfilm: Distance (Regie: Janno Jürgens, Estland 2012)
- Kurzfilm-Publikumspreis: Home (Regie: Ruslan Magomadov, Russland 2012)

### 2014
- Stern der Urania/Lifetime Achievement Award: István Szabó (Ungarn)[18]
- Spielfilm: I won't come back (Regie: Ilmar Raag, Russland/Estland/Finnland/Weißrussland/Kasachstan 2014)
- Dokumentarfilm: Pipeline (Regie: Witali Manski, Russland/Tschechien/Deutschland 2013)
- Kurzfilm: The Chicken (Regie: Una Gunjak, Deutschland/Kroatien 2014)
- Kurzfilm-Publikumspreis: 8 Months (Regie: Hüseyin Aydın Gürsoy, Türkei/Frankreich 2013)

### 2015
- Stern der Urania/Lifetime Achievement Award: Želimir Žilnik (Serbien)[19][20]
- Spielfilm: You Carry Me (Regie: Ivona Juka, Kroatien/Slowenien/Serbien/Montenegro 2015)
- Dokumentarfilm: The Queen of Silence (Regie: Agnieszka Zwiefka, Polen/Deutschland 2014)
- Kurzfilm: The Same Blood (Regie: Mitry Semenov-Aleinikov, Weißrussland 2015)
- Promising Debuts: For Some Explicable Reason (Regie: Gábor Reisz, Ungarn 2014)
- Publikumspreis: Aferim! (Regie: Radu Jude, Rumänien/Bulgarien/Tschechien/Frankreich 2015)
- Beste Schauspielerische Leistung: Fatemeh Motamed-Arya (Iran) in Nabat (Aserbaidschan)

### 2017
- Stern der Urania/Lifetime Achievement Award: Béla Tarr (Ungarn)
- Spielfilm: Kills on Wheels (Regie: Attila Till, Ungarn 2016)
- Dokumentarfilm: A Mere Breath (Regie: Monica Lãzurean-Gorgan, Rumänien 2016)
- Kurzfilm: Buzzing of a Bumblebee (Regie: Vladimir Beldian, Russland 2015)
- Promising Debuts: Hristo (Regie: Grigor Lefterov & Todor Matsanov, Bulgarien/Italien 2016)
- Publikumspreis – Langer Spiel- bzw. Dokumentarfilm: Train Driver's Diary (Regie: Milos Radović, Kroatien/Serbien 2016)
- Publikumspreis – Bester eingereichter Kurzfilm: Undercooling (Regie: Olga Kostnovic, Deutschland/Österreich 2016)
- Beste Schauspielerische Leistung: Ksenija Marinković (Kroatien) in The Constitution (Kroatien/Mazedonien/Slowenien/Tschechien)
- Bester Kurzfilm der Talent Academy: LET’S CEE von Vladimir Beldian, Berin Češkić, Achmed Abdel-Salam und Martina Netíková[21]

### 2018
- Stern der Urania/Lifetime Achievement Award: Márta Mészáros (Ungarn) und Kira Muratova (Ukraine)
- Spielfilm-Wettbewerb / Danny Lerner Award: Ivan (Slowenien/Kroatien 2017) von Janez Burger
- Dokumentarfilm-Wettbewerb: When the War Comes (Tschechien/Kroatien 2018) von Jan Gebert
- Promising-Debuts-Wettbewerb/UNIQA Promising Debut Award: Secret Ingredient (Mazedonien/Griechenland 2017) von Gjorce Stavreski
- Kurzfilm-Wettbewerb/VdFS Kurzfilmpreis: Would You Look at Her (Mazedonien 2017) von Goran Stolevski
- Beste schauspielerische Leistung einer Hauptdarstellerin oder eines Hauptdarstellers in einem der Wettbewerbsbeiträge: Eliane Umuhire für  Ptaki śpiewają w Kigali (internationaler Titel: Birds Are Singing in Kigali)
- Cineplexx Distribution Award: Ederlezi Rising (Serbien 2018) von Lazar Bodroža
- Publikumspreis: Bester langer Spielfilm im Wettbewerb: Dede (Georgien/Kroatien/Katar/Irland/Niederlande 2017) von Mariam Khatchvani
- Publikumspreis: Bester eingereichter Kurzfilm: The Story of the Polar Bear that Wanted to Go to Africa (Österreich 2017) von Mo Harawe
- Bester Kurzfilm der Talent Academy: Dangerously Good… von Rea Lest aus Estland, Nastja Kotnik Minik aus Slowenien, Anton Skrypets aus der Ukraine, Naima Noelle Schmidt aus Österreich[22]